# Cockroach
Cockroach (dt. „Kakerlake“) ist eine deutsche Death- und Thrash-Metal-Band aus Stuttgart-Bad Cannstatt, die im Jahr 1992 entstanden ist.

## Geschichte
Die Band wurde im März 1992 von Schlagzeuger Alexander „Ali“ Reichelt sowie den Gitarristen Ulrich „Uli“ Mewes und Frank Geue gegründet. Zusammen arbeiteten sie an den ersten Liedern, während Sänger Reiner Striegel zur Band kam. Im Jahr 1995 kam Klaus Hoffer als Bassist zur Besetzung. Anfang 1996 verließ Sänger Striegel die Band, sodass Gitarrist Frank Geue nun zusätzlich den Posten des Sängers einnahm. Ende des Jahres begab sich die Band ins Studio, um ihr erstes Demo Fi(r)st aufzunehmen, das im April 1997 erschien. Im Oktober 1998 kam Jürgen Kimmel als neuer Bassist zur Band, da Klaus Hoffer die Band aus persönlichen Gründen verlassen hatte und sie eine Zeit lang ohne Bassisten gespielt hatte. Ende Juli 1999 nahm die Band ihr Debütalbum No Compromise in den Sub Zero Studios in Backnang auf. Gegen Ende des Jahres verließ Bassist Jürgen Kimmel die Band wieder, sodass ab Anfang 2000 Timo Flöther seinen Platz einnahm. Danach begab sich die Band ins Studio, um ihr nächstes Album aufzunehmen, das im Februar 2003 unter dem Namen Temple of Mystery über Supreme Chaos Records veröffentlicht wurde. Aufgenommen wurde es in den Sub Zero Studios, wobei das Album von Alexander Krull (Atrocity) abgemischt wurde. Im April 2006 folgte das Album The Observer über Supreme Chaos Records, dem sich im Juli 2012 Judgement Day über Gegentrend Records anschloss.
Nach 25 Jahren verließ Reichelt im Juni 2016 die Besetzung aus persönlichen Gründen und wurde im September durch Erik Stegmaier (Apophis) ersetzt. Der Bassist Timo Flöther hatte bereits im Januar 2014 die Band verlassen und wurde im Januar 2016 durch Oliver „Oli“ Zimmermann ersetzt. Als Nächstes gab der Gitarrist Mewes im Januar 2018 sein Ausscheiden aus gesundheitlichen und beruflichen Gründen bekannt. Als Ersatz wurde Marc Bayer gefunden, der die Band allerdings im März 2020 wieder verließ. Im Januar 2019 stieg Zimmermann aus und wurde im April durch den Bassisten Gert Wiedmann ersetzt.

## Stil
Die Band spielt eine Mischung aus Death- und Thrash-Metal, wobei vor allem der klare Gesang von Frank Geue, der von Screams unterbrochen wird, besonders charakteristisch ist.

## Diskografie
- 1997: Fi(r)st (Demo, Eigenveröffentlichung)
- 1999: No Compromise (Album, Eigenveröffentlichung)
- 2003: Temple of Mystery (Album, Supreme Chaos Records)
- 2006: The Observer (Album, Supreme Chaos Records)
- 2012: Judgement Day (Album, Gegentrend Records)